# نکاگموند
شهر نکاگموند (به آلمانی: Neckargemünd) در ایالت بادن-وورتمبرگ در کشور آلمان واقع شده‌است.